# Richard Manske
Richard Helmuth Frederick Manske (Berlino, settembre 1901 – Guelph, 7 settembre 1977) è stato un chimico tedesco, menzionato in innumerevoli studi del suo campo.
Trasferitosi in Canada nel 1906, è studente all'Università di Manchester e determina la struttura molecolare dell'harmina e dell'harmalina e sintetizza entrambi gli alcaloidi. Sintetizza inoltre la rutocarpina e fortuitamente scopre in un esperimento l'uso dell'idrazina nell'idrolisi delle ftalamidi. Collabora con Arthur Lapworth, pioniere nel ramo della fisica nella chimica organica, in questo caso.
Spazia all'interno degli studi classici sull'isochinolina e presta la propria collaborazione a Léo Edmond Marion, un analista delle Lycopodiaceae, native del Canada. Da questo lavoro, sebbene l'elucidazione strutturale completa non fu da lui totalmente partecipata, vengono isolati e caratterizzati 30 alcaloidi.
Al momento della sua morte nel 1977 all'età di 76 anni, lascia una solida eredità di 160 pubblicazioni chimiche. 
Nel 1906 Manske emigrò con la sua famiglia a Macklin, Saskatchewan. Dopo aver studiato al Queen's e all'Università di Manchester e aver trascorso 5 anni negli Stati Uniti, torna in Canada nel 1931 al National Research Council ad Ottawa. Nominato direttore dei laboratori di ricerca Dominion Rubber Co. (ora UniRoyal) a Guelph, Ontario, nel 1943, si ritira nel 1966 e si unisce all'Università di Waterloo come professore a contratto di chimica. I suoi studi sugli alcaloidi vegetali durano circa 50 anni e hanno portato a oltre 150 pubblicazioni di ricerca e 17 volumi monografici di riferimento standard. Annovera altri interessi fra i quali si spaziava dalla musica, all'astronomia, dal bird-watching e dalla filosofia greca alle arti culinarie. Eletto All'RSC (1935), è stato presidente (1964) e socio onorario (1967) dell'Istituto Chimico del Canada e ha ricevuto una medaglia al valore (1959) e la medaglia Morley Dell'American Chemical Society (1972).
Stafford afferma che il DMT fu sintetizzato per la prima volta nel 1931 Manske, Albert Hofmann sintetizzò una serie di analoghi al DMT, ma fu prestata poca attenzione a questi lavori fino alla metà degli anni 60.
Richard Manske, che aveva studiato alla Queen's University e all'Università di Manchester, iniziò il suo studio sugli alcaloidi delle Fumariaceae al National Research Council nel 1929. Durante il suo soggiorno a Ottawa ha isolato tre nuove classi di alcaloidi benzilisochinolici; le cularine, le spirobenzilisochinoline e gli alcaloidi del cancentrino. Ha inoltre collaborato con Léo Edmond Marion sui primi studi di isolamento degli alcaloidi delle Lycopodiaceae. Gran parte della nostra conoscenza degli alcaloidi delle piante Fumaree canadesi è stata acquisita da Manske durante la sua carriera presso l'NRC e altrove e gli si deve essere riconosciuto che queste erano imprese titaniche, rese possibili solo dalle sue leggendarie abilità nella cristallizzazione frazionata delle miscele, poiché non godeva del beneficio di moderni strumenti analitici e spettroscopici che i chimici oggi danno per scontato.
Nel 1943 si trasferisce alla Dominion Rubber Company (ora Uniroyal Ltd.) a Guelph come direttore di ricerca. Il suo interesse per gli alcaloidi continua comunque senza sosta e nel 1950 realizza il primo volume della famosa collana "The Alkaloids" pubblicato con Henry Lavergne Holmes come co-editore. La pubblicazione dei lavori originali sugli alcaloidi delle Fumariaceae continuò, nuove strutture di cularine e ochotensine furono chiarite e altre 45 pubblicazioni apparvero nella letteratura internazionale. 
Il suo lavoro diede un contributo vitale alla realizzazione di fungicidi  commerciali. A seguito del proprio ritiro dalla Uniroyal, ha continuato come professore di chimica presso l'Università di Waterloo, dove individua la struttura della concentrina dimerica benzilisochinolinica l'alcaloide più romanzato e complesso che aveva isolato all'NRC, finalmente isolato 38 anni dopo, nel 1970. Quando morì nel 1977 all'età di 76 anni lasciò una solida eredità di chimica alcaloide, circa 160 pubblicazioni e un intero gruppo di studenti e associati ispirati da egli stesso e dal soggetto chimico che amava.